# Casa Genís (Palafrugell)
La Casa Genís és una obra neoclàssica de Palafrugell (Baix Empordà) protegida com a Bé Cultural d'Interès Local.

## Descripció
Casa cantonera de tres plantes. Als baixos hi trobem obertures d'arc rebaixat, balconades al primer pis i simples finestres al segon. Destaca la torreta octogonal sobre la teulada, damunt l'espai de l'escala central. Està coronada per una balustrada i al centre per una pilastra que té al cim una esfera damunt la qual hi ha la figura d'un àngel. La seva silueta és una fita dins el paisatge urbà de la vila.
A l'antiga porta principal, després convertida en finestra, hi llegim: J. GENIS / 1867.
Al costat de la casa hi ha un pati jardí, a la banda del carrer Cervantes.
La casa va ser rehabilitada l'any 2006. S'ha modificat lleument la distribució interior.

## Història
Els Genís són una família dedicada a la indústria del suro, vinguts d'Agullana. Establiren a Palafrugell la primera indústria dedicada a l'exportació directa a gran escala, amb filials a diferents països europeus.
La fàbrica Genís era situada a l'altre costat del mateix carrer Cervantes. L'empresa fou tancada a la dècada de 1970. La finca de la fàbrica fou adquirida per l'Ajuntament: actualment hi ha instal·lat part del centre cívic i l'arxiu històric municipal.